# Arachnodes vieui
Arachnodes vieui là một loài bọ cánh cứng trong họ Bọ hung (Scarabaeidae).